# Seversky SEV-2PA
Die Seversky SEV-2PA war ein Jagdflugzeug des US-amerikanischen Herstellers Seversky Aircraft Corporation aus den 1930er Jahren.

## Geschichte
Die Entwicklung der SEV-2PA, die von Seversky als „Geleitjäger“ (Convoy Fighter) bezeichnet wurde, erfolgte etwa zeitgleich mit den Arbeiten an der Seversky AP-1, die man als Prototyp für das Jagdflugzeug P-35 einsetzte. Im Gegensatz zur AP-1 war die SEV-2PA zweisitzig ausgelegt, verwendete aber eine sehr ähnliche Zellenkonstruktion. Es wurde sowohl eine Variante mit Landfahrwerk (SEV-2PA-L), als auch eine Amphibiumversion (SEV-2PA-A) angeboten.
Der Antrieb bestand aus einem Wright R-1820-G2 oder -G3-Cyclone Neunzylinder-Sternmotor, der eine Leistung von 1000 PS beziehungsweise 875 PS lieferte. Die Bewaffnung umfasste zwei 7,62 mm oder 12,7 mm MGs in den Tragflächen, ein 7,62-mm-MG im hinteren Cockpitstand und zwei Rumpf-MGs. Als Abwurfwaffen konnte eine Bombenlast von 227 kg an Tragflächen-Außenlaststationen mitgeführt werden.

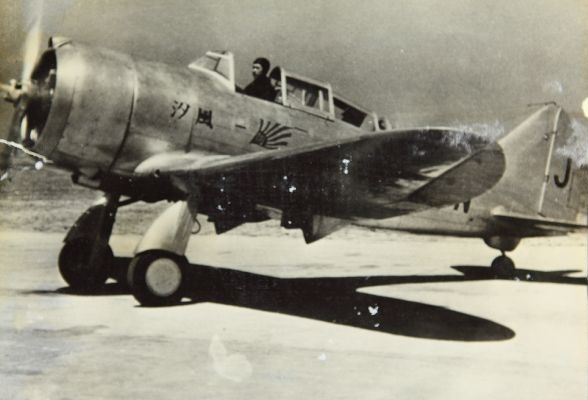
Seversky SEV-2PA-L in der A8V1-Variante für Japan

Anfang 1939 unternahm Seversky eine Verkaufstour in Europa mit einer SEV-2PA-L, die hierfür mit einem 1100-PS-Pratt & Whitney R-1830 ausgerüstet wurde. Auf Betreiben des Air Ministry führte das Aeroplane and Armament Experimental Establishment (A&AEE) in Martlesham Heath mit der Maschine im März 1939 einige Testflüge durch. Die Sowjetunion beschaffte je ein Exemplar in der Land- und Amphibiumausführung zusammen mit einer Produktionslizenz, die jedoch nicht in einer tatsächlichen Produktion mündete.

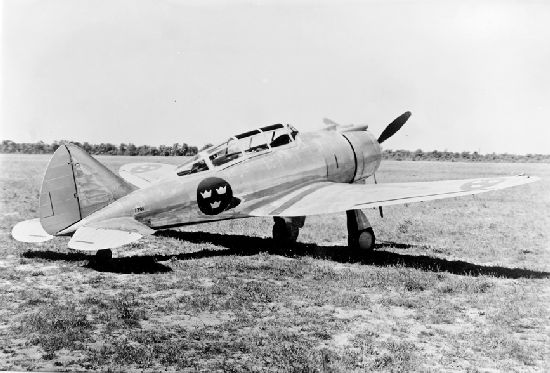
Schwedische SEV-2PA

Japan bestellte unter Geheimhaltung für die Kaiserliche Marinestreitkräfte 20 Maschinen, die als Begleitjäger über China eingesetzt werden sollten. Die die japanische Militärbezeichnung A8V1 (Werksbezeichnung SEV-2PA-B3) tragenden Flugzeuge zeigten sich jedoch wegen der mangelhaften Manövrierfähigkeit und Steigleistung, für die ihnen zugedachte Rolle als ungeeignet. Stattdessen wurden sie als Aufklärungsflugzeuge über Zentralchina eingesetzt und später zwei Exemplare der Zeitung Asahi Shimbun übergeben.
52 Exemplare der SEV-2PA-A bestellte Schweden als Sturzkampfflugzeuge, tatsächlich wurden jedoch nur zwei Exemplare nach Schweden geliefert; den Rest des Auftragsloses übernahm das USAAC, das das Muster als Fortgeschrittenenschulflugzeug AT-12 Guardsmen einsetzte.

## Technische Daten
| Kenngröße                    | Daten der SEV-2PA-L                                                          |
| ---------------------------- | ---------------------------------------------------------------------------- |
| Besatzung                    | 2                                                                            |
| Länge                        | 8,20 m                                                                       |
| Spannweite                   | 10,97 m                                                                      |
| Höhe                         | 3,78 m                                                                       |
| Flügelfläche                 | 20,72 m²                                                                     |
| Leermasse                    | 2078 kg                                                                      |
| Startmasse                   | 3474 kg                                                                      |
| Höchstgeschwindigkeit        | 508 km/h                                                                     |
| Steigleistung auf Meereshöhe | 13,67 m/s                                                                    |
| Max. Reichweite              | 3138 km                                                                      |
| Triebwerke                   | 1 × Pratt & Whitney R-1830 Sternmotor mit einer Leistung von 875 bis 1100 PS |